# Emeraldagraecia
Emeraldagraecia is een geslacht van rechtvleugeligen uit de familie sabelsprinkhanen (Tettigoniidae). De wetenschappelijke naam van dit geslacht is voor het eerst geldig gepubliceerd in 2012 door Rentz, Su & Ueshima.

## Soorten
Het geslacht Emeraldagraecia omvat de volgende soorten:
- Emeraldagraecia munggarifrons Rentz, Su & Ueshima, 2012
- Emeraldagraecia windsorana Rentz, Su & Ueshima, 2012